# The Velvet Underground
Велвет андерграунд (енгл. The Velvet Underground - плишано подземље) је био амерички рок бенд формиран у Њујорку. Активни од 1965 до 1973, њихови најпознатији чланови су Лу Рид и Џон Кејл, обојица су наставили каријеру као соло уметници. Иако бенд није био комерцијално успешан током свог постојања, критичари га данас проглашавају за једног од најважнијих и најутицајнијих бендова из 1960-их. 
Менаџер Велвет андерграунда неко време је био Енди Ворхол, бенд је имао редовне наступе у његовом студију The Silver Factory (Сребрна фабрика). Провокативни текстови неких песама дају нихилистичку перспективу њиховој музици.
Њихов деби албум из 1967, под насловом The Velvet Underground & Nico (на ком се појављује и немачка певачица Нико, са којом је бенд сарађивао) је проглашен за 13. Најбољи албум свих времена, и за „најпророчкији рок албум икада направљен“ по Ролинг Стоун-у 2003. Године 2004, Ролинг Стоун рангира бенд као # 19 на листи "100 највећих уметника свих времена“.

## Историја

### Састављање бенда и рани период (1964—1967)
Темељи за оно што ће постати Велвет андерграунд били су постављени крајем 1964. Певач / гитариста Лу Рид је наступао са неколико краткотрајних гаражних бендова и радио је као текстописац за Пиквик рекордс. Рид је упознао Џон Кејла, Велшанина који се доселио у Сједињене Државе да би студирао класичну музику. Кејл је радио са експерименталним композиторима Корнелијусом Кардевом и Ла Монт Јангом, али је такође био заинтересован за рок музику. Кејлова и Ридова интересовања су била слична: обојица су имали тенденције ка експериментисању и психоделичној музици.
Рид и Кејл су у бенд примили прво Стерлинг Морисона - Ридовог друга из колеџа, који је већ са њим неколико пута свирао гитару, и Ангус Меклиза, који се придружио на бубњевима. Овај квартет се прво звао Варлокс, а онда Фалинг Спајкс. Меклиз је ускоро замењен с Маурин „Мо“ Такер, млађом сестром Морисоновог пријатеља Џим Такера. Са Кејловом виолом и оргуљама, Луовим специфичним гласом и Моиним занимљивим алаткама за свирање бубњева (користила је не само штапиће, већ и дрвени чекић и цимбале, а некад је и окретала бас бубањ усправно, и свирала стојећки), Велвет андерграунд је лансирао потпуно нови звук.
Бенд је добио назив по књизи Велвет андерграунд коју је написао Мајкл Леј и која се бави тајном сексуалном поткултуром почетком 60-их. Групи се допао назив, сматрајући да им такво име пристаје и да асоцира на „андерграунд филмографију". Ускоро су имали редовне свирке у Кафе Бизару и полако су почели да стичу репутацију обећавајућег ансамбла. Тада их је приметио Енди Ворхол, чувени поп-арт уметник, и понудио се да им он буде менаџер, што је бенд одмах прихватио. Он је предложио да убаце певачицу у групу, Нико, која је била модел из Немачке. Његова репутација је помогла бенду да стекне већи углед, он им је такође обезбедио уговор са издавачком кућом МЏМ подврста Верв Рекордс, с Ворхолом као главним продуцентом.

### The Velvet Underground&Nico(1967)
На Ворхолово инсистирање, Нико је певала са бендом на три песме на деби албуму The Velvet Underground & Nico. Албум је био пун тема као што су употреба дрога, проституција, садо-мазохизам. Иако се управо те мрачније теме данас сматрају револуционарним, бенд се бави и другим питањима. Песма "Femme Fatale" је била инспирисана Ворхоловом најбољом другарицом Иди Сеџвик, а "I'll be your Mirror" је инспирисана самом Нико, коју Лу није желео у бенду, али јој је упркос тога написао неколико песама и били су у краткој вези. Можда најпознатија песма с албума зове се "Venus in Furs", коју је Рид написао надахнут истоименом књигом од Леополд фон Захер-Мазоха. Ту је и "Heroin", која описује употребу хероина и искуство које индивидуа добија осећајући његове ефекте. Песма "All Tomorrow's Parties" представља Ридово виђење људи који су пролазили кроз Ворхолову Фабрику.
Омот албума је чувен по Ворхоловом дизајну: жута банана са „полако ољушти и види“ штампом поред. Они који су скинули кору нашли су пинк, ољуштену банану испод.

### White Light/White Heat(1968)
Нико је кренула даље након што је бенд прекинуо свој однос с Енди Ворхолом, и почео снимање новог албума, са Том Вилсоном као продуцентом.
Албум је испао сиров и пренатрпан. Кејл је изајвио да је први албум и имао неке моменте крхкости и лепоте, али да је други „свесна контра лепоте“. Међутим, албум није стекао велику популарност, достигавши само 199. место на Билбордовој Топ 200 листи.
Тензија међу члановима је расла: Кејл и Рид су вукли групу у различитим правцима (Рид стремећи ка року и попу, Кејл ка психоделији), тако да је Кејл потиснут из бенда и замењен Даг Јулом.

### The Velvet Underground(1969)
The Velvet Ундергроунд је бендов први албум са МЏМ Рекордс, а не МЏМ-овом џез подврстом. Јак утицај Ворхола полако бледи и бенд мења погледе и звук. Рид је изјавио како је група осетила потребу да искаже и своју другу страну, не би ли избегла једнодимензионалност.

### Године на путу (1969)
Током 1969. Велвет андерграунд проводи већину времена на путу, наступајући изван Њујорка како би се доказао. Током те „турнеје“ произишло је много песама које нису завршиле ни на једном албуму.

### Loaded(1970)
Loaded је албум који је издат месец дана након што је Лу Рид напустио бенд. Достигао је највећи комерцијални успех са песмама "Sweet Jane" и "Rock and Roll". Схвативши да бенд не напредује довољно, Лу Рид, под притиском менаџера Стив Сесника, одлази из бенда, пре него што су стигли да заврше албум. Рид је често тврдио како је био зачуђен кад је видео Loaded у продавницама. Највише је био огорчен око измењене строфе у новој верзији "Sweet Jane", и око кратког увода који је избачен из песме "Rock and Roll".

### Даг Јул период (1970—1973)
Будући да су сви оригинални чланови напустили бенд, једини који је остао, Даг Јул, је стицао све већу популарност због огромног успеха синглова "Sweet Jane" и "Rock and Roll". Нови албум Squeeze, Јул је снимио под именом Велвет андерграунда буквално сам, уз малу помоћ бубњара Дип Парпла, Ијана Пејса. Након тога се створила потреба за новом поставком која би промовисала албум. Нова верзија Велветса састојала се од Јула, Роб Нориса, Џорџ Кеја и Марк Наузифа. Трајала је врло кратко, јер је Јул оставио бенд након мини турнеје која је завршена 1972. Squeeze је изазвао доста контроверзе, будући да већина критичара и фанова не сматра да тај албум припада официјелној Велвет андерграунд дискографији, и примио је лоше критике.

### Пост-ВА развој (1972-1990)
Рид, Кејл и Нико се удружују на почетку 1972 на два концерта у Лондону и Паризу.
Пре тога, Кејл и Нико су развили соло каријере. Нико са Кејлом који јој је продуцирао већину албума, док Рид започиње соло каријеру тек 1972. Стерлинг Морисон је био професор неко време, предајући средњовековну књижевност на Универзитету Тексас у Остину, а затим постаје капетан реморкера на неколико година. Морин Такер се посветила породици пре повратка свиркама и снимањима у 1980-им. Морисон је био у бројним бендовима током турнеја, између осталих и у Моринином бенду.
Године 1985 Полидор објављује албум VU, који обухвата старе снимке који су могли да сачине четврти албум бенда за МЏМ-у 1969, али никада нису били објављени. Неке од песама су снимљене док је Кејл још био у бенду. Још необјављених снимака бенда, од којих су већина недовршене и демо песме, се појављују 1986, на албуму Another View.
Нико умире од церебралног крварења након несреће на бициклу 18. јула 1988.

### Окупљања (1990—2009)
Године 1990, Рид и Кејл објављују Songs for Drella, албум посвећен недавно преминулом Енди Ворхолу. ("Дрела“ је Ворхолов надимак, комбинација „Дракуле“ и „Пепељуге“.) Иако су Морисон и Такер радили са Ридом и Кејлом после распада ВА, Songs for Drella је први албум на коме је пар радио заједно након неколико деценија.
Рид-Кејл-Морисон-Такер поставка се званично поново окупила као „Велвет андерграунд“ у 1992, почевши европску турнеју у Единбургу 1. јуна 1993. Кејл пева већину песама које је Нико првобитно изводила.
Имајући у виду успех ВА европске турнеје, понуђен им је низ наступа у Америци, као и MTV Unplugged емитовања, а можда чак и неки нови студијски снимци. Међутим, пре него што било шта од овога урађа плодом, Кејл и Рид опет застрањују и још једном разбијају бенд.
Када је бенд био примљен у Рокенрол кућу славних 1996, Лу Рид и Џон Кејл реформишу Велветсе последњи пут, заједно са Морин Такер.

## Дискографија
- The Velvet Underground & Nico (1967)
- White Light/White Heat (1968)
- The Velvet Underground (1969)
- Loaded (1970)
- Squeeze (1973)